# Clive Lewis (politicus)

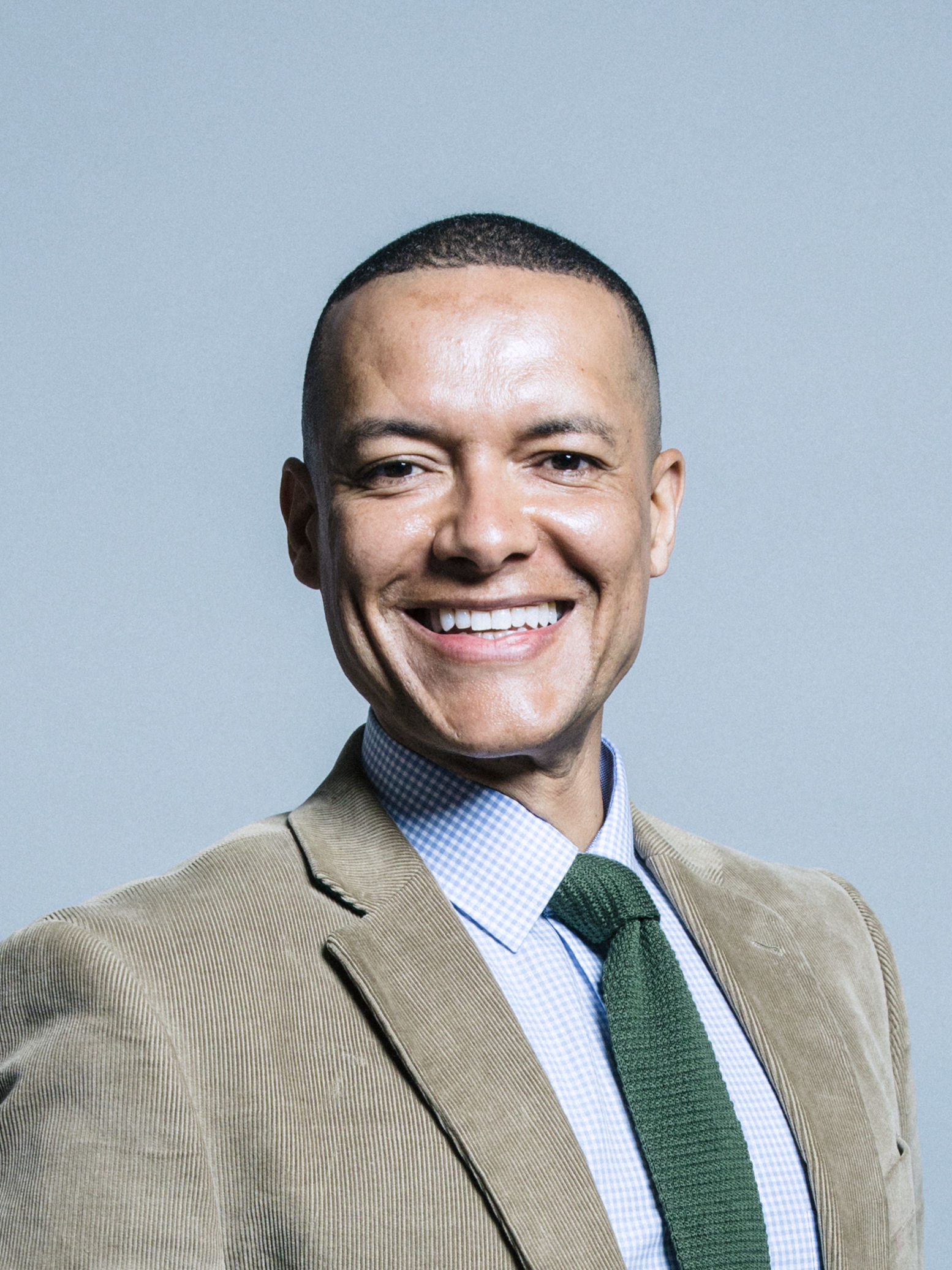
Clive Lewis, 2017

Clive Anthony Lewis (Londen, 11 september 1971) is een Brits Labour-politicus en voormalig journalist. Hij is sinds 2015 lid van het Lagerhuis voor het kiesdistrict Norwich South. Eerder was hij tv-verslaggever voor BBC News.

## Biografie
Clive Lewis groeide op in Northampton als zoon van een alleenstaande vader. Hij was de eerste uit zijn familie die naar de universiteit ging; hij studeerde economie aan de Universiteit van Bradford. Daar werd hij voorzitter van de studentenvereniging en later vice-president van de National Union of Students, de landelijke studentenbond. Hij werkte als journalist voor lokale kranten in Northampton en Milton Keynes, en later als tv-verslaggever voor de BBC in en om Nottingham, Norwich en Coventry.
Lewis is reservist. Hij deed een opleiding tot officier bij de infanterie aan de Militaire Academie Sandhurst en diende in 2009 drie maanden in Afghanistan.

## Politieke loopbaan
Bij de Lagerhuisverkiezingen van 2015 werd Lewis voor de Labour Party gekozen tot parlementslid voor het kiesdistrict Norwich South. In zijn overwinningstoespraak nam hij afstand van de gematigde en economisch liberale partijkoers tijdens de New Labour-periode onder Tony Blair en Gordon Brown. Lewis was een van de 36 Labour-parlementsleden die Jeremy Corbyn, net als hij een vertegenwoordiger van de linkervleugel van de partij, nomineerden als kandidaat bij de leiderschapsverkiezingen van 2015. Volgens Corbyn was Lewis een drijvende kracht in het verkrijgen van het vereiste aantal steunbetuigingen voor zijn nominatie.
Na de verkiezing van Corbyn in september 2015 werd Lewis benoemd tot schaduwstaatssecretaris met de portefeuille energie en klimaatverandering. Een jaar later werd hij schaduwminister van defensie. Na een verschil van mening met een adviseur van Corbyn werd Lewis benoemd als schaduwminister voor economische zaken. Dit werd gezien als een tactische degradatie.
In de discussies over het Britse vertrek uit de Europese Unie nam Lewis een pro-remain positie in. Op 8 februari 2017 nam hij ontslag uit het schaduwkabinet omdat hij het niet eens was met het besluit om de Labour-parlementariërs voor het in gang zetten van de uittredingsprocedure te laten stemmen. In januari 2018 keerde Lewis terug in het schaduwkabinet met de portefeuille duurzame economie.
Na de voor Labour zeer slecht verlopen Britse Lagerhuisverkiezingen van 12 december 2019 kondigde Lewis aan dat hij zich kandidaat zou stellen bij de verkiezing van een nieuwe partijleider in 2020. Hij wist echter niet de benodigde 22 steunverklaringen van Labour-parlementariërs te verzamelen en trok zich terug. Lewis maakt geen deel uit van het schaduwkabinet van Keir Starmer.

## Externe bronnen
- Website van Clive Lewis
- Profiel Clive Lewis op website Lagerhuis